# Henock Inonga Baka
Henock Inonga Baka, né le 1er novembre 1993 à Kinshasa, est un footballeur international congolais. Il joue au poste de défenseur central ou d'arrière gauche aux FAR Rabat.

## Biographie

### En club
Il défend les couleurs de l'Olympique Club Renaissance du Congo, dont il devient le capitaine à partir de 2017, puis rejoint le Daring Club Motema Pembe.
En 2021, Inonga Baka rejoint le club tanzanien du Simba SC. Il s'impose rapidement dans son nouveau club, étant notamment élu joueur du mois d'avril 2022 par les supporters.

### En sélection
Henock Inonga Baka honore sa première sélection en équipe de république démocratique du Congo le 17 janvier 2021 lors d'un match du CHAN 2020 face à la république du Congo. Il est par ailleurs désigne homme du match après la rencontre. Il dispute son premier match avec l'équipe A le 29 mars 2021 en qualifications à la CAN 2021 contre la Gambie.
Il est sélectionné par Sébastien Desabre pour participer à la CAN 2023.

## Palmarès
DC Motema Pembe
- Coupe de Congo:
  - Vainqueur : 2021

 Simba SC
- Supercoupe de Tanzanie:
  - Vainqueur : 2023

### Distinctions personnelles
- Meilleur Défenseur du Championnat de Tanzanie 2022